# 海軍横須賀刑務所
『海軍横須賀刑務所』（かいぐんよこすかけいむしょ）は、1973年11月17日に公開された日本映画。主演・勝新太郎、監督・山下耕作。製作・東映東京撮影所、配給・東映。
『小説サンデー毎日』連載中の青山光二原作『喧嘩一代・帝国海軍なんのその』の映画化とするものと、『喧嘩一代・海軍横須賀刑務所』の映画化とする文献がある。勝新太郎が唯一、東映に出演した作品。コミック調の毛色の変わったアクション。

## あらすじ
昭和初期の海軍海兵団は軍律や規律が厳しく、中でも横須賀海兵団は軍律の厳しさでは特に兵隊仲間で取り沙汰されていた。沖仲仕上がりで柔道、唐手の強わ者・志村兼次郎四等水兵は横須賀海兵団に入団し、古参兵の制裁に耐えるが、遂に堪忍袋の緒を切って暴れ、海軍刑務所に送られた。

## スタッフ
- 企画：矢部恒、寺西國光
- 脚本：石井輝男
- 原作：青山光二
- 撮影：仲沢半次郎
- 録音：井上賢三
- 照明：川崎保之丞
- 美術：中村修一郎
- 音楽：津島利章
- 編集：田中修
- 助監督：馬場昭格
- 記録：高津省子
- 擬斗：日尾孝司
- スチール：藤井善男
- 進行主任：志村一治
- 装置：根上徳一
- 装飾：田島俊英
- 美粧：入江荘二
- 美容：宮島孝子
- 衣装：長谷稔
- 演技事務：和田徹
- 現像：東映化学
- 監督：山下耕作

## 出演者
- 志村兼次郎：勝新太郎
- 谷口銀造：松方弘樹
- 西山三吉：長谷川明男
- 久邇宮朝融王：太田博之
- カラスの井出：三上真一郎
- 牛若：森秋子
- 団野看守長：名和宏
- 寺坂大尉：室田日出男
- 黒川三曹：藤岡重慶
- 夏目：久保浩
- 四班長：近藤宏
- 青鬼：伊達三郎
- 海坊主：関山耕司
- 夢子：森みつる
- 桑原：潮健児
- 老少佐：穂高稔
- 西山秋子：山田圭子
- 玉子：小林千枝
- 赤鬼：九段四郎
- 工藤：佐藤京一
- 松井：原田力
- 宮朝の使用人：河合絃司
- 赤松：藤山浩二
- 立山看守：中田博久
- 大槻：団巌
- 新兵：小林稔侍
- 古参兵：土山登士幸、滝島孝二
- 将校：木川哲也
- 新兵：太古八郎
- 看守：山田甲一
- 古参兵：日尾孝司
- 新兵：伊達弘
- 看守：三重街恒二
- 古参兵：松永五郎
- 女将：山本緑
- 女中：佐々木順子、菅沢恵美子、井上真彩子
- 看守：五野上力
- 新兵：清水照夫
- 囚人：亀山達也
- 看守：佐川二郎
- 新兵：高月忠、三浦忍、畑中猛重
- 囚人：比良元高
- 新兵：城春樹、横山繁、菊池正孝、工藤武、幸英二、溝口久夫、宮地謙吾、高島志敏
- ナレーション：中江真司
- 牢名主：山本麟一
- 志村ふさ：赤木春恵
- 金田刑務所長：須賀不二男
- 滝川雄平：菅原文太

ノンクレジット
- 看守：山浦栄
- 料亭の従業員：泉福之助

## 製作
本作は元々、久しくスクリーンを遠ざかっていた高倉健主演作として、1973年のお盆映画として企画されたものだった。最初は高倉健主演・石井輝男監督の「網走番外地」コンビで製作が進められていたが、後述する理由で高倉が『現代任侠史』に移り、勝新太郎主演・石井輝男監督に変更となりクランクインを予定していた。しかし直前になって石井も『現代任侠史』に移り、結果的に高倉・石井が『現代任侠史』にコンビでスライドし、石井脚本だけが本作に残り、最終的に勝新太郎主演・山下耕作監督で製作された。これらの変更は1973年に降って湧いた東映実録路線の抬頭と東映お家騒動が関係している。1960年代後半から燻り続けていた東映の岡田茂社長と俊藤浩滋プロデューサーの製作方針を巡る対立が1973年初頭に表面化。岡田茂が既に完成していた鶴田浩二主演の『三池監獄 兇悪犯』をお蔵入りさせ（1973年5月公開）、1973年4月後半公開を予定していた高倉健主演の「新網走番外地」の新作を中止させるなど、1973年東映ラインアップに岡田が、ギャラの高い割にお客の入らない当時の東映スター・ローテーションの軸・鶴田浩二と高倉健を外して、二人の製作予定映画を0にし、「子連れ狼」出演を止めない若山富三郎も東映ラインアップから外し、菅原文太や梅宮辰夫、千葉真一、松方弘樹、渡瀬恒彦、安藤昇、梶芽衣子、池玲子、杉本美樹、谷隼人、中村英子ら、次世代スターをフル回転させ、新路線開拓を狙うラインアップを組むと俊藤に相談なく決定しかけたことで、鶴田や高倉、若山、菅原をかこっていた俊藤の怒りが爆発した。1973年の正月映画第二弾『仁義なき戦い』が鶴田、高倉抜きで大ヒットしたことから、岡田は鶴田、高倉抜きでも新しい路線を作れるという自信を持っていた。また岡田の腹心・高岩淡東映京都撮影所所長と片山清企画製作部長が俊藤を嫌っていた。俊藤は高倉のギャラアップ（一説に一本2,500万円）などを岡田に要求したとされたが、岡田はこの時代では珍しい「ギャラを歩合制にするなら鶴田と高倉の作品を作る」と俊藤に言い渡して紛糾した。
同年3月、関東東映会の佐々木進会長を立て表面上の和解がなされたものの、『仁義なき戦い』が大ヒットし、岡田企画の『やくざと抗争 実録安藤組』も3月にヒットしたことで、岡田が任侠路線を打ち切り、実録路線への変更を即断で決めたため、純"任侠映画"にこだわる俊藤とは実際は和解には至らず、新聞誌上で岡田を誹謗した鶴田は、若山に続いて一年半、映画を干された。高倉も岡田から高倉プロの撤回を要求され、ギャラアップの要求も蹴られるなどで確執があり、東映作品の出演を拒むようになっており、この騒動の時にトップスターたちのテレビや他社出演も従来より柔軟な姿勢で対処していくという申し合わせがなされた。菅原文太も俊藤派と見なされていたが、菅原は岡田を「時代に吹く風を敏感に嗅ぎ分け、時代の変化に即応し、新しいジャンル、新しい路線を貪欲に打ち出す才能を持っていた」と評価していたため、円満解決して欲しいという思いが強く、岡田と俊藤の板挟みに苦しんだ菅原は、沈黙を貫き、お咎めなしになっていた。岡田と俊藤の手打ち式による高倉の東映戦列復帰第一作として、やはり高倉にふさわしい「番外地シリーズ」で行こうと、1973年春に夏のお盆映画として発表されたのが本作であった。

### キャスティング
しかし、この年の実録路線の抬頭で、二年前に一度世論を気にして断念した『山口組三代目』を製作するには絶好のチャンスと、この年全く製作を考えていなかった『山口組三代目』をお盆映画にする可能性が高まった。『山口組三代目』は岡田が徳間康快と組んで映画化したものだが、俊藤も同じ企画を進めていたこともあって、本作と『山口組三代目』のどちらを製作するか1973年初夏まで決まらなかったが、結局、岡田と俊藤の手打ち式による高倉の東映戦列復帰第一作は『海軍横須賀刑務所』ではなく『山口組三代目』になった。高倉が『山口組三代目』で田岡一雄を演じたのは単にスライドだけだった可能性もある。また東映ポルノや劇画路線などと併せ、"実録もの"の全力注入の方針変更で、1973年ラインアップに最初は全く予定していなかった『山口組三代目』、『仁義なき戦い』の続編、『実録 私設銀座警察』、安藤組の続編などがラインナップに上がり、またそれらのロングランもあり、この1973年に"実録の東映"、というイメージを作り上げたが、この影響で岡田が春先に話していた『実録連合赤軍』など、予定した映画が延期されたり、中止になったりし、本作は秋に押し出された。岡田は『仁義なき戦い』の大ヒット直後に、"実録路線"という言葉を使っており、「実録路線は、やくざものとはかぎらない」と話し、"岡田茂の『事件が起きたら即、映画』術"と評されるように、黒い霧事件を扱う『実録・プロ野球・黒い霧事件』（荒川尭#引退後）、『実録・連合赤軍』、『実録大映興亡史』、有名な『実録・共産党』などを企画していた。『実録大映興亡史』は大映の永田雅一の功績を讃えつつ、真の目的は、いずれビデオの時代が来るとソフトが不足すると読み、テレビでまだ未放映の『羅生門』を始め、多くの名作を持つ会社再建中だった大映の旧作の版権を安く買いたたけないか企んでいたといわれる。これらは実録ヤクザ映画を優先したため、映画化されなかった。

### タイトル
本作の最初のタイトルは『水兵やくざ』、『海軍横須賀番外地』、1973年夏には『海軍番外地・横須賀』などと報道され、「網走番外地」の海軍版として、知名度の高い"番外地"のタイトル起用が有力視されていたが、高倉がアメリカ映画『ザ・ヤクザ』の出演が決まったため、その配慮からタイトルから"やくざ"を外したとされる。当時、日本の"やくざ"という言葉が欧米で浸透し始めていたといわれ、東映としては"カラテ映画"に続いて"ヤクザアクション"が欧米でもウケるのではないかという期待があった。東映は1973年9月にニューヨークで現地のバイヤーを集め、『賞金稼ぎ』 『緋牡丹博徒』『人斬り観音唄』などのデモンストレーション上映を行った。また岡田社長がこの頃から、「輸出映画を作って稼いでいかなければならない」と東映国際部に東映作品の海外セールスを積極的に行うよう指示を出していた。東映洋画が発足から一年経ち、欧米の作品買付けも増え、この年、フランステレモンデアルに『仁義なき戦い』『徳川セックス禁止令 色情大名』『女番長』『女囚701号/さそり』が、同じフランスジェルビアックに『やくざ刑事』、西ドイツヘルメヌシンクロに『賞金稼ぎ』が、イタリアデアに『パンダの大冒険』が売れ、それまで東映作品の欧米への輸入は東映動画の一部作品に限られていたため、契約額はどれも約二万ドル（当時の日本円で530万円）と極端に安いが、ブームになれば取引額も高額になることから、東映のアクションものがヨーロッパでブームを興す切っ掛けにならないかという期待を持っていた。『ザ・ヤクザ』は当初、鶴田浩二も出演予定があった。

### 勝新太郎の東映初出演
先述のお家騒動の後、秋の高倉主演映画は『現代任侠史』が予定に挙がっていた。本作が秋に押し出され、秋の高倉主演映画が二本になったため、本作の主演が勝新太郎に交代したものと見られる。勝の東映初出演は、東映専属にもかかわらず、勝プロ製作・東宝配給で「子連れ狼」に出演し続ける若山富三郎のバーター。製作会見は1973年9月19日に東映本社で行われ、席上、勝は「クツの裏にべったりと土がついたような陸軍と違って海軍はコンクリートのイメージだから、実はオレの味と合わんのじゃないかと心配なんだが、久しぶりに俳優一本でやれるので喜んでいる。東映初出演といっても別にどうってこともないし、俳優はカメラの前に立ったら常に全力でやるだけだ」などと話した。
岡田茂は1971年夏の東映社長就任後、当時不振に陥っていた大映と日活の渡哲也や高橋英樹、関根恵子ら、両社からあぶれたスターの引き抜きを画策し、"映画スター乗っ取り"を目論み、一方で当時元気だった勝や、三船敏郎、石原裕次郎ら、独立プロを主宰するスターの製作映画については、大手映画会社で唯一、「ウチでは配給をしない」と表明していたことから、勝はこれにカチンときて、「オレは東映には出ないよ」と宣言していた。岡田と勝は仲が悪かったとされる。「子連れ狼」を続ける若山は1972年3月に、東映の専属リストから削除され、その後、東映から一年半干されていたが、この年6月公開の『釜ヶ崎極道』で東映の番線に復帰した。

### 監督の変更
石井輝男が本作を撮る準備をしていたら俊藤が石井を訪ねてきて、「高倉があなたと一緒にやりたいと言っているから『現代任侠史』の方に監督を替わってくれ」と石井に言った。石井は勝と仕事をするのに気が乗らなかったため、渡りに船とばかりに橋本忍の脚本もろくに読まずに『現代任侠史』の監督に代わり、本作の監督は山下耕作になった。『現代任侠史』は本作の製作会見があった1973年9月19日の三日後、1973年9月22日に東映京都撮影所でクランクインした。『海軍横須賀刑務所』は東映東京撮影所製作。

### 撮影記録
1973年9月21日クランクイン。

## 作品の評価
興行は振るわなかったとされ、キネマ旬報は「いまさら勝新太郎の兵隊やくざ的映画なんて東映ファンは見る気はしないのでは」と評した。シリーズ化の構想もあったが、一本だけの製作に終わった。

## 影響
勝が勝プロで東映専属の高倉を借りて、高倉と共演したいという含みを持って本作に出演したかは分からないが、高倉は本作代役出演のお礼として、翌1974年の勝プロ製作・東宝配給の『無宿』で初めて他社出演に応じ、勝と共演した。